# CFC-gas
Chlorfluorcarboner (CFC) er en gruppe kemiske forbindelser, som består af alkaner, typisk metan eller ethan, hvor brintatomerne er substituerede med klor- og fluoratomer. Hvis der stadig også brintatomer tilbage i stoffet, kaldes det også hydrochlorfluorcarboner (HCFC). CFC'er er også kendte under DuPont-varemærket freon.
CFC'er blev tidligere brugt som kølemidler overalt i f.eks. køleskabe og som drivgas i sprayflasker eller som rensemidler. I det store og hele er det forbudt at bruge dem ifølge Montrealaftalen, da man er overbevist om, at de har skadelig virkning på ozonlaget. Som erstatning bruges HCFC, der spaltes i de laveste lag af atmosfæren, men som desværre fører til opbygning af stigende mængder klor i atmosfæren. Af samme grund fortsætter forsøgene på at finde nye og bedre erstatninger.
CFC-gasserne blev fremstillet af ingeniøren Thomas Midgley i 1928 som en erstatning for flydende ammoniak, der var datidens kølemiddel i køleskabene. Kravene til afløseren var, at stoffet skulle have et lavt kogepunkt, det skulle være ugiftigt og i store træk kemisk inaktivt. Midgley demonstrerede, at CFC havde disse egenskaber ved at inhalere gassen og derefter slukke et lys med udåndingsluften.
Siden slutningen af 1970'erne har der været arbejdet på at få forbudt CFC-gasserne på grund af deres ødelæggende virkning på ozonlaget. Den blev afsløret af et par forskere, som offentliggjorde deres undersøgelser i 1974. Her viste det sig, at ét af CFC-gassernes mest tiltalende træk, nemlig deres kemiske inaktivitet, netop er det, som gør dem til nogle af de mest forurenende stoffer. Deres levetid er ofte over 100 år, og det giver dem tid til at sive ud i de yderste lag af stratosfæren. Her er UV-strålingen fra solen kraftig nok til at fraspalte kloratomerne. De er til gengæld yderst aktive, kemisk set, og de spalter ozonet til ilt:
Cl + O3 → ClO + O2
ClO + O → Cl + O2
Det ses, at kloret bliver gendannet ved afslutningen af processerne. Det virker altså som katalysator og kan spalte millioner af nye ozonmolekyler. Når ozonen er væk, er ilten ude af stand til at opfange strålingen ved at lade sig ionisere. Resultatet er, at der opstår et ozonhul, hvor UV-strålingen kan passere frit ned til jordens overflade, hvor den bl.a. fremkalder et forøget antal tilfælde af hudkræft.
I 1985 slog forskerne alarm, da de opdagede en dramatisk udtynding i ozonlaget over Antarktis. Det fik FN til at tage sagen op i 1987, hvor diplomater fra hele verden mødtes i Montreal. De underskrev en traktat, der kræver en drastisk nedsættelse af CFC-produktionen. Den 2. marts 1989 besluttede de 12 lande i EU at forbyde produktionen fuldstændigt fra udgangen af århundredet. I 1990 blev det fulgt op af et møde i London, hvor en større kreds af lande enedes om at kræve produktionen fuldstændigt afsluttet i år 2000. I 2010 forventes CFC-produktionene endelig at være helt ophørt i udviklingslandene.
De mest betydende CFC-gasser i forbindelse med ozonnedbrydning er:
- Trichlorfluormethan, CFCl3 (CFC-11),
- difluordichlormethan, CF2Cl2 (CFC-12 eller F-12 (F står for Freon))
- 1,1,2 trichlortrifluorethan, CF2ClCFCl2 (CFC-113).